# Клойн

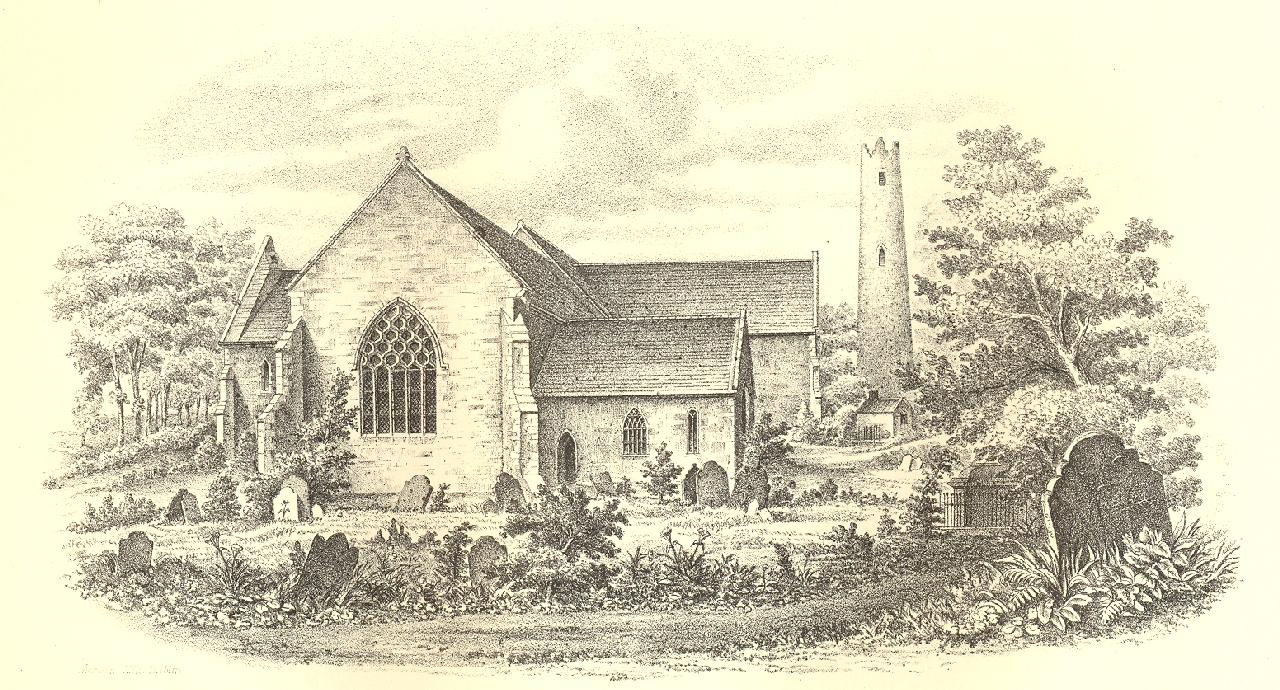

Клойн (англ. Cloyne; ирл. Cluain Uamha) — (переписной) посёлок в Ирландии, находится в графстве Корк (провинция Манстер). Символ поселения — находящаяся на его территории круглая башня.
Философ Джордж Беркли был назначен епископом Клойна Церковью Ирландии в 1734 году, где и оставался вплоть до своей отставки в 1752 году. Здесь он написал The Querist, первую из трёх частей, содержащих вопросы, касающиеся социально-экономических проблем в Ирландии. Следующие его памфлеты об Ирландии призывали к веротерпимости. В городе он был известен как пастор, учёный, а также человек, лично обслуживавший больных и обездоленных прихода.

## Демография
Население — 1095 человек (по переписи 2006 года). В 2002 году население составляло 785 человек.
Данные переписи 2006 года:
| Общие демографические показатели |               |                               |                               |      |      |
| Всё население                    | Всё население | Изменения населения 2002—2006 | Изменения населения 2002—2006 | 2006 | 2006 |
| 2002                             | 2006          | чел.                          | %                             | муж. | жен. |
| 785                              | 1095          | 310                           | 39,5                          | 560  | 535  |

В нижеприводимых таблицах сумма всех ответов (столбец «сумма»), как правило, меньше общего населения населённого пункта (столбец «2006»).
| Религия (Тема 2 — 5 : Число людей по религиям, 2006) |             |                |             |            |       |      |
| Католики, чел.                                       | Католики, % | Другая религия | Без религии | не указано | сумма | 2006 |
| 974                                                  | 88,9        | 61             | 46          | 14         | 1095  | 1095 |

| Этно-расовый состав (Этничность. Тема 2 — 3 : Постоянное население по этническому или культурному происхождению, 2006) |            |              |       |        |        |            |       |       |
| Белые ирландцы | Лухт-шулта | Другие белые | Негры | Азиаты | Другие | Не указано | сумма | 2006  |
| 985 | 0          | 58           | 4     | 6      | 17     | 18         | 1088  | 1095  |
| Доля от всех отвечавших на вопрос, %                                                                                   |            |              |       |        |        |            |       |       |
| 90,5 | 0,0        | 5,3          | 0,4   | 0,6    | 1,6    | 1,7        | 100   | 99,41 |

1 — доля отвечавших на вопрос о языке от всего населения.
| Владение ирландским языком (Тема 3 — 1 : Число людей от 3 лет и старше по способности говорить по-ирландски, 2006) |      |            |       |       |
| Владеете ли Вы ирландским языком?                                                                                  |      |            |       |       |
| Да | Нет  | Не указано | сумма | 2006  |
| 448 | 556  | 25         | 1029  | 1095  |
| Доля от всех отвечавших на вопрос о языке, %                                                                       |      |            |       |       |
| 43,5 | 54,0 | 2,4        | 100   | 94,01 |

1 — доля отвечавших на вопрос о языке от всего населения.
| Использование ирландского языка (Тема 3 — 2 : Говорящие по-ирландски от 3 лет и старше по частоте использования ирландского языка, 2006) |                                                            |                                               |                                               |                                               |                                               |                                               |       |                                     |      |
| Как часто и где Вы говорите по-ирландски?                                                                                                |                                                            |                                               |                                               |                                               |                                               |                                               |       |                                     |      |
| ежедневно, только в образовательных учреждениях                                                                                          | ежедневно, как в образовательных учреждениях, так и вне их | в других местах (вне образовательной системы) | в других местах (вне образовательной системы) | в других местах (вне образовательной системы) | в других местах (вне образовательной системы) | в других местах (вне образовательной системы) | сумма | всего, отвечавших на вопрос о языке | 2006 |
| ежедневно, только в образовательных учреждениях                                                                                          | ежедневно, как в образовательных учреждениях, так и вне их | ежедневно                                     | каждую неделю                                 | реже                                          | никогда                                       | не указано                                    | сумма | всего, отвечавших на вопрос о языке | 2006 |
| 105 | 7                                                          | 9                                             | 15                                            | 169                                           | 134                                           | 9                                             | 448   | 1029                                | 1095 |
| Доля от всех отвечавших на вопрос о языке, %                                                                                             |                                                            |                                               |                                               |                                               |                                               |                                               |       |                                     |      |
| 10,2 | 0,7                                                        | 0,9                                           | 1,5                                           | 16,4                                          | 13,0                                          | 0,9                                           | 43,5  | 100                                 |      |

| Типы частных жилищ (Тема 6 — 1(a) : Число частных домовладений по типу размещения, 2006) |          |         |                 |            |       |      |
| Отдельный дом                                                                            | Квартира | Комната | Переносные дома | не указано | сумма | 2006 |
| 381                                                                                      | 12       | 0       | 1               | 12         | 406   | 1095 |